# Кристи Мак
Кристи Мак (на английски: Christy Mack) е артистичен псевдоним на американската порнографска актриса Кристин Макиндей (Christine Mackinday), родена на 9 май 1991 г. в град Чикаго Хайтс, щата Илинойс, САЩ.

## Награди
Носителка на награди
- 2013: Venus награда за най-добра международна актриса.[5]
- 2014: AVN награда на феновете за най-обещаваща нова звезда.[6]
- 2014: XBIZ награда за най-добра нова звезда.[7]

Номинации
- 2014: Номинация за AVN награда за най-добра нова звезда.[8]
- 2014: Номинация за XRCO награда за нова звезда.[9]